# Pipa myersi
Espèce
Statut de conservation UICN

 EN B1ab(iii) : En danger
Pipa myersi est une espèce d'amphibiens de la famille des Pipidae.

## Distribution et habitat
Cette espèce est endémique de la province du Darien au Panama. Elle se rencontre jusqu'à 30 m d'altitude dans les bassins du río Ucurgantí et du río Canclón. Sa présence est incertaine dans le nord de la Colombie,.
Elle vit dans des zones marécageuses. 

## Description
Pipa myersi ressemble à Pipa parva, mais les bouts de ses doigts présentent trois lobes au lieu de quatre. Le lobe médian est le plus développé.

## Comportement
Cette espèce est aquatique. 

## Statut de conservation
Cette espèce n'existe que sur une aire de répartition petite et fragmentée, et l'étendue des zones marécageuses ainsi que leur naturalité est en régression au Panama. L'UICN l'a classé dans la catégorie "EN" (en danger). Elle est principalement menacée par la déforestation des zones entourant les marécages due à l'exploitation forestière et l'expansion agricole, mais aussi par l'accroissement de la pollution des eaux.

## Étymologie
Cette espèce est nommée en l'honneur de Charles William Myers.

## Publication originale
- Trueb, 1984 : Description of a new species of Pipa (Anura: Pipidae) from Panama. Herpetologica, vol. 40, no 3, p. 225-234.